# Potres u Skoplju 1963.
Potres u Skoplju 1963. (mak. Скопски земјотрес 1963, transliterirano Skopski zemljotres 1963), potres momentne magnitude 6,1 koji se zbio u Skoplju, SR Makedonija (danas Sjeverna Makedonija) tada dijelu SFR Jugoslavije 26. srpnja 1963. u kojem je 1070 ljudi poginulo, više od 3000 ozlijeđeno, a između 120.000 i 200.000 ostalo bez vlastita doma. U potresu je uništeno između 75 i 80 posto grada.

## Činjenice
Potres koji je na ljestvici magnitude momenta mjerio 6,1 (ekvivalentno 6,9 na Richterovoj skali) zbio se 26. srpnja 1963. u 5:17 sati prema lokalnom vremenu (4:17 sati prema UTC) u Skoplju, Socijalistička Republika Makedonija, tada dijelu SFR Jugoslavije (danas Sjeverna Makedonija). Podrhtavanje je trajalo 20 sekundi i osjetio se duž većine doline rijeke Vardar.

## Posljedice
Unutar nekoliko dana od pojave potresa 35 država zatražilo je od Generalne skupštine Ujedinjenih naroda da uvrsti pomoć za Skoplje na popis svojih agenda. Pomoć u obliku novca, medicinskih, inženjerskih i građevinskih timova te namirnica ponudilo je 78 država. Slavni umjetnik Pablo Picasso donirao je svoju sliku Glavu žene (1963) koja je bila izložena u novom poslijepotresnom Muzeju suvremene umjetnosti u Skopju.

## Citati
Nakon potresa tadašnji predsjednik Jugoslavije Josip Broz Tito poslao je poruku sućuti Socijalističkoj Republici Makedoniji:
| “ | Zajedno sa svim narodima Jugoslavije nastojat ćemo ublažiti nesreću koja je zadesila vašu republiku. | ” |

Alberto Moravia, jedan od vodećih talijanskih romanopisaca:
| “ | Skoplje ne smije ostati samo novinsko izvješće o svojim prvim patnjama, već mora biti odgovornost sviju nas, sviju ljudi koji će danas ili sutra kroz slične nove katastrofe postati Skopljani. | ” |

Jean-Paul Sartre, jedan od vodećih figura francuske filozofije i književnosti:
| “ | Skopje nije film, nije triler u kojem pogađamo glavni događaj. Ono je koncentracija ljudske borbe za slobodu s rezultatom koji inspirira na daljnje borbe i neprihvaćanje poraza. | ” |

## Galerija
- Simbol potresa: Stara željeznička stanica u Skoplju. Sat je stao 26. srpnja 1963. u 5:17 sati. Danas zgradu koristi Muzej grada Skoplja (Muzej na grad Skopje).
- Sredstva za nova naselja u Skoplju donirali su SAD, UK, Zapadna Njemačka, Meksiko, skandinavske zemlje, Švicarska, ČSSR, Poljska, Svjetsko vijeće crkava itd.
- Dobrotvorni koncert Henryka Szerynga za žrtve potresa u Skoplju održan 26. studenoga 1963. u Reimsu, Francuska
- Novinski isječci: Pomoć građanima Skoplja iz Roosendaala, Nizozemska, 8. kolovoza 1963.

## Više informacija
- Popis potresa
- Povijest Sjeverne Makedonije
- Skoplje '63, dokumentarac o potresu iz 1964.

## Vanjske poveznice
- Snimak nakon potresa